# Neritina pulligera
Neritina pulligera är en snäckart som först beskrevs av Carl von Linné 1758.  Neritina pulligera ingår i släktet Neritina och familjen båtsnäckor. IUCN kategoriserar arten globalt som livskraftig. Inga underarter finns listade i Catalogue of Life.